# Eduard Vávra
Eduard Vávra (2. srpna 1943 – 20. března 2017) byl český politik, na přelomu 20. a 21. století poslanec Poslanecké sněmovny za ODS.

## Biografie
K roku 1998 se uvádí profesně jako podnikatel a spolumajitel firmy Univa, bytem Blansko.
Ve volbách v roce 1998 byl zvolen do poslanecké sněmovny za ODS (volební obvod Jihomoravský kraj). Byl členem sněmovního hospodářského výboru. Poslanecký mandát obhájil ve volbách v roce 2002. V parlamentu setrval do voleb v roce 2006.
V roce 2008 se uvádí jako kandidát ODS do kolegia Nejvyššího kontrolního úřadu. Zvolen ale nebyl.
V komunálních volbách roku 1994 a komunálních volbách roku 1998 neúspěšně kandidoval do zastupitelstva města Blansko za ODS. Zvolen sem byl v komunálních volbách roku 2002, opětovně se neúspěšně o zvolení pokoušel v komunálních volbách roku 2006 a komunálních volbách roku 2010. Profesně se uvádí k roku 2006 jako podnikatel, k roku 2010 jako důchodce.